# Блезилла Римская
Блезилла Римская (лат. Blasilla di Roma; 364 — 384) — католическая святая, дочь Павлы Римской и сестра Евстохии, вместе с которыми состояла в общине, которой руководил Иероним Стридонский, обучивший её грамоте. 
В возрасте 18 лет вышла замуж за Фурия, сына христианина Титианы, но после семи месяцев брака осталась вдовой и жила в уединении, скончавшись в возрасте 20 лет от лихорадки.
День памяти святой почитается 22 января.